# Hakan Demir (Fußballspieler)
Hakan Demir (* 8. Mai 1998 in Sivas) ist ein türkischer Fußballspieler.

## Karriere
Demir begann mit dem Vereinsfußball in der Jugend vom Istanbuler Amateurverein Okmeydanı Mahmut Şevket Paşa SK und wechselte 2008 in den Nachwuchs vom Istanbuler Erstligisten Kasımpaşa Istanbul. Im Sommer 2015 erhielt er hier zwar einen Profivertrag, spielte aber weiterhin für die Nachwuchsmannschaften. Sein Profidebüt gab er in der Pokalpartie vom 27. Oktober 2016 gegen Kahramanmaraşspor. Für die Rückrunde der Saison 2018/19 wurde er an den Verein Sultanbeyli Belediyespor ausgeliehen.